# Sarcostemma clausum
Sarcostemma clausum és una enfiladissa que creix en forma silvestre en zones càlides des del sud de la Florida, fins a les Antilles i nord de Sud-amèrica.

## Descripció
És una planta enfiladissa herbàcia amb làtex blanc. Les fulles en són oposades, sèssils o peciolades. La inflorescència és una umbel·la de fins a trenta flors blanques, hermafrodites, corol·la amb cinc lòbuls. Els fruits són fol·liculars i amb nombroses llavors.

## Propietats
En algunes regions el làtex se'n fa servir per curar irritacions dels ulls.

## Taxonomìa
Sarcostemma clausum va ser descrita per Josef August Schultes i publicat a Systema Vegetabilium 6: 114–115, a l'any 1820.
Etimologia
Sarcostemma: nom genèric que prové del grec sarx que significa "carnós" i stemma que significa "corona", fa al·lusió a la corona floral carnosa.
clausum: epítet llatí i significa "clos" o "tancat".
Sinonímia
- Asclepias clausa Jacq.
- Asclepias viminalis Sw.
- Cynanchum clausum (Jacq.) Jacq.
- Cynanchum mexicanum Brandegee
- Funastrum apiculatum (Decne.) Schltr.
- Funastrum barbatum (Mart. ex E.Fourn.) Schltr.
- Funastrum bonariense (Hook. i Arn.) Schltr.
- Funastrum clausum (Jacq.) Schltr.
- Funastrum crassifolium (Decne.) Schltr.
- Funastrum cumanense (Kunth) Schltr.
- Funastrum cuspidatum (E. Fourn.) Schltr.
- Funastrum fragile Rusby
- Funastrum gardneri (E. Fourn.) Schltr.
- Funastrum glaziovii (K. Schum.) Schltr.
- Funastrum lanceolatum Rusby
- Funastrum lasianthum (Schltr.) Schltr.
- Funastrum pallidum (E. Fourn.) Schltr.
- Funastrum palmeri (A. Gray) Schltr.
- Funastrum pedunculatum (E. Fourn.) Schltr.
- Funastrum pubescens (Kunth) Schltr.
- Funastrum riparium (Decne.) Schltr.
- Funastrum schottii (E. Fourn.) Schltr.
- Funastrum seibertii Woodson
- Philibertella clausa (Jacq.) Vail
- Philibertella crassifolia (Decne.) Vail
- Philibertella cumanensis (Kunth) Vail
- Philibertella lasiantha Schltr.
- Philibertella pallida (E. Fourn.) Schltr.
- Philibertella palmeri Vail
- Philibertella pedunculata (E. Fourn.) Schltr.
- Philibertella riparia (Decne.) Stuntz
- Philibertia bonariensis (Hook. & Arn.) Malme
- Philibertia clausa (Jacq.) K.Schum.
- Philibertia crassifolia (Decne.) Hemsl.
- Philibertia cumanensis (Kunth) Hemsl.
- Philibertia cuspidata (E. Fourn.) Malme
- Philibertia gardneri (E. Fourn.) K. Schum.
- Philibertia palmeri A. Gray
- Philibertia riparia (Decne.) Malme
- Philibertia viminalis (Sw.) A. Gray
- Sarcostemma apiculatum Decne.
- Sarcostemma barbatum Mart. ex-E. Fourn.
- Sarcostemma bifidum E. Fourn.
- Sarcostemma bonariense Hook. & Arn.
- Sarcostemma brownii G. Mey.
- Sarcostemma crassifolium Decne.
- Sarcostemma cumanense Kunth
- Sarcostemma cuspidatum E. Fourn.
- Sarcostemma dombeyanum Decne.
- Sarcostemma gardneri E. Fourn.
- Sarcostemma glaziovii K. Schum.
- Sarcostemma lineare Spreng.
- Sarcostemma pallidum E. Fourn.
- Sarcostemma pedunculatum E. Fourn.
- Sarcostemma pubescens Kunth
- Sarcostemma riparium Decne.
- Sarcostemma schottii E. Fourn.
- Sarcostemma swartzianum Schult.[2]